# Tre Valli Varesine 1961
La Tre Valli Varesine 1961, quarantunesima edizione della corsa, si svolse il 13 agosto 1961 su un percorso di 240 km. La vittoria fu appannaggio del belga Willy Vannitsen, che completò il percorso in 6h10'02", precedendo gli italiani Carlo Azzini e Diego Ronchini.
Sul traguardo di Varese 44 ciclisti portarono a termine la competizione.  

## Ordine d'arrivo (Top 10)
| Pos. | Corridore        | Squadra              | Tempo    |
| ---- | ---------------- | -------------------- | -------- |
| 1    | Willy Vannitsen  | Baratti-Milano       | 6h10'02" |
| 2    | Carlo Azzini     | San Pellegrino Sport | a 2"     |
| 3    | Diego Ronchini   | Carpano              | a 9"     |
| 4    | Roberto Falaschi | Philco               | s.t.     |
| 5    | Franco Cribiori  | Legnano              | s.t.     |
| 6    | Renzo Fontona    | Legnano              | a 13"    |
| 7    | Nino Defilippis  | Carpano              | a 15"    |
| 8    | Gastone Nencini  | Ignis                | s.t.     |
| 9    | Angelo Conterno  | Baratti-Milano       | s.t.     |
| 10   | Silvano Ciampi   | Philco               | s.t.     |